# Paul Rodgers
Paul Bernard Rodgers (født 17. december 1949) er en engelsk rock singer-songwriter bedst kendt for at være medlem af Free og Bad Company. Begge bands fik international succes i 1970'erne. Inden han fortsatte sin karriere som solo-kunstner, var han også medlem af The Firm og The Law. Fra 2004 til 2009 turnerede og indspillede han med Queen. Rodgers er kendt under tilnavnet "The Voice".

## Tidlige karriere
Paul Bernard Rodgers blev født i Middlesbrough, England. Han spillede basguitar i et band, der kaldte sig The Roadrunners. Colin Bradley var den oprindelige sanger, men han overbeviste Rodgers om at overtage denne rolle, da han hellere ville spille rytmeguitar. Med den nye rollefordeling ændrede bandet navn til The Wildflowers. De forlod hjembyen og tog til London, hvor Micky Moody (senere medlem af Whitesnake) og Bruce Thomas (senere medlem af Elvis Costello and the Attractions) også var medlemmer.

## Free
Rodgers blev medlem af Free i 1968. I begyndelsen af 1970’erne var Free en af de bedst sælgende britiske blues-rockgrupper Ved opløsningen i 1973 havde de solgt mere end 20 millioner albums på verdensplan og optrådt ved over 700 koncertoptrædener. "All Right Now" er noteret som en af de sange, der er spillet mere end en million gange i radioprogrammer; i år 2000 fik Rodgers en pris for sangens radiooptræden nr. 2 million.
Rolling Stone har omtalt Free som "Storbritanniens hard rock pionerer". Magasinet rangerede Rodgers som #55 på dets liste over de "100 bedste sangere gennem tiderne", mens guitaristen Paul Kossoff opnåede placeringen som #51 på den tilsvarende liste over "de 100 bedste guitarister gennem tiderne".

## Bad Company
Bad Company blev grundlagt i 1973 af Paul Rodgers sammen med trommeslageren Simon Kirke fra Free. De blev suppleret med Mott the Hoople guitaristen Mick Ralphs og King Crimson bassisten Boz Burrell. Peter Grant, manageren for det britiske rockband Led Zeppelin, gik med til at være manager for bandet (han var manager for Bad Company indtil 1982, hvor Swan Song Records lukkede). Bad Company havde stor succes i 1970'erne. Mange af deres singler, såsom "Bad Company", "Can't Get Enough", "God Lovin 'Gone Bad" og "Feel Like Makin' Love", er stadig populære blandt rockfans.

## Solokarriere
Rodgers startede sin solokarriere i 1983 med albummet Cut Loose, hvor han spillede alle instrumenter. Senere spillede han blandt andre med Jimmy Page. De dannede senere bandet The Firm, som fik et mindre hit, men ellers begrænset succes. Herefter turnerede han med en række forskellige konstellationer, indtil Bad Company blev gendannet i 2000. Han spillede også koncerter med Mitch Mitchell og Billy Cox fra The Jimi Hendrix Experience og en række andre, inden han i 2004 blev forsanger i Queen.

## Queen + Paul Rodgers
I slutningen af 2004 annoncerede Brian May og Taylor fra Queen, at de ville blive genforenede i 2005 med Paul Rodgers som erstatning for afdøde Freddie Mercury under navnet Queen + Paul Rodgers . Turneen startede i Europa og fortsatte i Japan og USA i 2006.
Den 15. august 2006 bekræftede Brian May på sin hjemmeside, at Queen + Paul Rodgers ville påbegynde indspilningen af deres første studiealbum i oktober på et hemmeligt sted. Albummet med titlen The Cosmos Rocks udkom i Europa den 12. september 2008 og i USA den 28. oktober 2008. På den efterfølgende turne i Europa samlede de bl.a. 350.000 tilskuere i Ukraine. Koncerten er udgivet på DVD med titlen Live in Ukraine. Efter en række udsolgte koncerter, bl.a. 3 i London, meddelte bandet officielt, at de opløstes uden fjendskab den 12. maj 2009.

## Anerkendelse
En meningsmåling i Rolling Stone placerede ham som nummer 55 på listen over de "100 Greatest Singers of All Time". Rodgers er blevet omtalt som en signifikant inspirationskilde af flere notable rocksangere. I 1991 betegnede John Mellencamp Rodgers som "den bedste rocksanger nogensinde". Også Freddie Mercury, den oprindelige sanger i Queen berømmede Rodgers for hans aggressive stil.
I april 2011 blev det offentlig kendt, at resten af The Doors ønskede at erstatte Jim Morrison med Rodgers efter Morrisons død. Robbie Krieger fløj til England for at tilbyde ham jobbet. Forsøget mislykkedes, fordi Rodgers var bortrejst til ukendt bestemmelsessted på dette tidspunkt. I 1973 blev Rodgers tilbudt at efterfølge sangeren i Deep Purple Ian Gillan, som havde forladt bandet. Han afslog, fordi han netop havde dannet Bad Company.

## Diskografi

### Solo
- Cut Loose (1983)
- Muddy Water Blues: A Tribute to Muddy Waters (1993)
- The Hendrix Set (live EP, 1993)
- Paul Rodgers and Friends: Live at Montreux (1994, edited 2011)
- Live: The Loreley Tapes (live album, 1996)
- Now (1997)
- Now and Live (dobbelt opsamlingsalbum, 1997)
- Electric (2000)
- Extended Versions (live album, 2006) (10 of the 13 Loreley Tapes in different order)
- Live in Glasgow (2007)[18]
- Live at Hammersmith Apollo 2009 (2010)
- The Royal Sessions (2014)
- Free Spirit (2018)

### Med Free
- Tons of Sobs (1969)
- Free (1969)
- Fire and Water (1970)
- Highway (1970)
- Free Live! (livealbum, 1971)
- Free at Last (1972)
- Heartbreaker (1973)
- The Free Story (1973)
- The Best of Free (1991)

### Med Bad Company
- Bad Company (1974)
- Straight Shooter (1975)
- Run With the Pack (1976)
- Burnin' Sky (1977)
- Desolation Angels (1979)
- Rough Diamonds (1982)
- The 'Original' Bad Co. Anthology (opsamlingsalbum, 1999, produceret af Paul Rodgers for Bad Company)
- In Concert: Merchants of Cool (2002)
- Hard Rock Live (2010)
- Live at Wembley (2011)
- Live in Concert 1977 & 1979 (2016)

### Med The Firm
- The Firm (1985)
- Mean Business (1986)
- The Firm Live at Hammersmith 1984 (DVD, 1984, limited release video)
- Five From the Firm (DVD, 1986)

### Med The Law
- The Law (1991)

### Med Queen
Livealbums
- Return of the Champions (CD/LP/DVD, 2005)
- Super Live in Japan (DVD, 2006; kun i Japan)
- Live in Ukraine (CD/DVD, 2009)

Studiealbums
- The Cosmos Rocks (CD, 2008)

Singler
- Rock Therapy "Reaching out" (med Brian May+ Single 1996)
- "Reachin' Out" / "Tie Your Mother Down" (CD single, 2005, Europe only)
- "Say It's Not True" (Download/CD single, 2007)
- "C-lebrity" (Download/CD single, 2008)

 Andre albums 
- The A-Z of Queen, Volume 1 (kun på to numre på DVD'en)